# Baptism (альбом Ленни Кравица)
Baptism (рус. Крещение) — восьмой студийный альбом Ленни Кравица, выпущенный в 2004 году.
Альбом достиг максимального уровня продаж в США и ему был присвоен золотой статус от RIAA за тираж более 500 000 экземпляров в декабре 2004 года.
С этим альбомом Кравиц отправился в турне которое назвали «Electric Church».

## Список композиций
1. «Minister of Rock 'n Roll»
2. «I Don’t Want to Be a Star»
3. «Lady»
4. «Calling All Angels»
5. «California»
6. «Sistamamalover»
7. «Where Are We Runnin'?»
8. «Baptized»
9. «Flash»
10. «What Did I Do With My Life?»
11. «Storm» совместно с Jay-Z
12. «The Other Side»
13. «Destiny»
14. «Uncharted Terrain»